# Gamboínos
Los gamboínos eran partidarios del linaje guipuzcoano de Gamboa, rama de la casa alavesa de Guevara. Durante la Edad Media se enfrentaron a los oñacinos en las llamadas guerras de bandos, en las que se produjeron hechos como la  batalla de Arrato en 1200, el incendio de Mondragón en 1448 o la batalla de Elorrio veinte años después.
Tenían como aliados a los agramonteses y al reino de Navarra. 
Alrededor de 1150, la cabeza del bando gamboíno parece haber sido Sancho Vélez de Guevara, nieto de Sancho García de Salcedo, señor de Ayala. De Sancho Vélez de Guevara, sus hermanos e hijos, procede la descendencia del apellido Gamboa en la península ibérica y en los países de América Latina.
En los siglos siguientes, su cabeza en Guipúzcoa fue la casa de Olaso de Elgoibar.
Además de los ya citados Guevara, Gamboa, Olaso y agramonteses, otras familias que los apoyaban fueron:
- Casa de Balda
- Casa de Avendaño
- Casa de Elgueta
- Casa de Ayala
- Casa de Leguizamón
- Casa de Muguerza
- Casa de Abendaño